# Montero (album)
Pour les articles homonymes, voir Montero (homonymie).
Albums de Lil Nas X
7 (EP)
(2019)
Montero est le premier album solo du rappeur Lil Nas X. Il sort le 17 septembre 2021, sur le label Columbia Records.

## Genèse
Dans une interview avec Angie Martinez réalisée en août 2019, Lil Nas X révèle qu'il travaille sur son premier album complet, notant qu'il est plus personnel.
Au début de l'année 2020, Lil Nas X demande à Take a Daytrip (en), un duo de producteurs, de produire de manière exécutive son premier album. Lil Nas X commence alors à enregistrer une série de démos, pendant les confinements dus à la pandémie de COVID-19 en 2020.

## Réception

### Réception commerciale
L'album réalise un bon démarrage, avec environ 126 000 copies écoulés en première semaine, dont 6 264 en France.
Le 18 février 2022, Montero est certifié disque de platine aux États-Unis par la RIAA, pour avoir dépassé le million d'albums vendus. Au Royaume-Uni, l'album est certifié disque d'argent, avec 60 000 copies écoulés[réf. nécessaire].

### Réception critique
Télérama parle d'un « album à la liberté inédite, explosive et, par les temps qui courent, assez salutaire ».
BFM TV qualifie la sortie de l’album d’« évènement ».
Mouv' : « Avec Montero, Lil Nas X nous en met encore plein les yeux ».
El Hunt, du NME, a fait l'une des rares critiques négatives de l'album, avec seulement 3 étoiles sur 5[Pas dans la source], déclarant que le rappeur était éclipsé sur son propre album par des collaborateurs comme Megan Thee Stallion, Elton John et Miley Cyrus.

## Polémiques
L'affaire des Satan shoes accompagnant l'album est l’objet d’une controverse aux États-Unis, des personnalités telles que le joueur de basket-ball Nick Young, le pasteur de Free Chapel Jentezen Franklin, le quarterback de football américain Trevor Lawrence, le rappeur Joyner Lucas, le pasteur évangélique Mark Burns, la conférencière conservatrice Candace Owens et la gouverneure du Dakota du Sud Kristi Noem exprimant leur désapprobation.
À la veille de la sortie de son premier album, Lil Nas X participe à une fausse séance photo de grossesse, le bébé supposé étant son album, pour servir de promotion de la sortie de « Montero ». L'initiative est critiquée. Il crée un « registre des bébés » pour recueillir des dons pour diverses associations caritatives LGBT.

## Certifications
| Pays              | Certification | Unités certifiées |
| ----------------- | ------------- | ----------------- |
| États-Unis (RIAA) | 2 × Platine   | 2 000 000         |
| France (SNEP)     | Platine       | 100 000           |